# Veinte Casas
Veinte Casas är en ort i Mexiko.   Den ligger i kommunen Ocozocoautla de Espinosa och delstaten Chiapas, i den sydöstra delen av landet, 700 km öster om huvudstaden Mexico City. Veinte Casas ligger 569 meter över havet och antalet invånare är 259.
Terrängen runt Veinte Casas är lite bergig. Runt Veinte Casas är det ganska glesbefolkat, med 40 invånare per kvadratkilometer. Närmaste större samhälle är Las Pimientas, 9,2 km sydost om Veinte Casas. Omgivningarna runt Veinte Casas är en mosaik av jordbruksmark och naturlig växtlighet.